# Атмосферна злива (космічні промені)

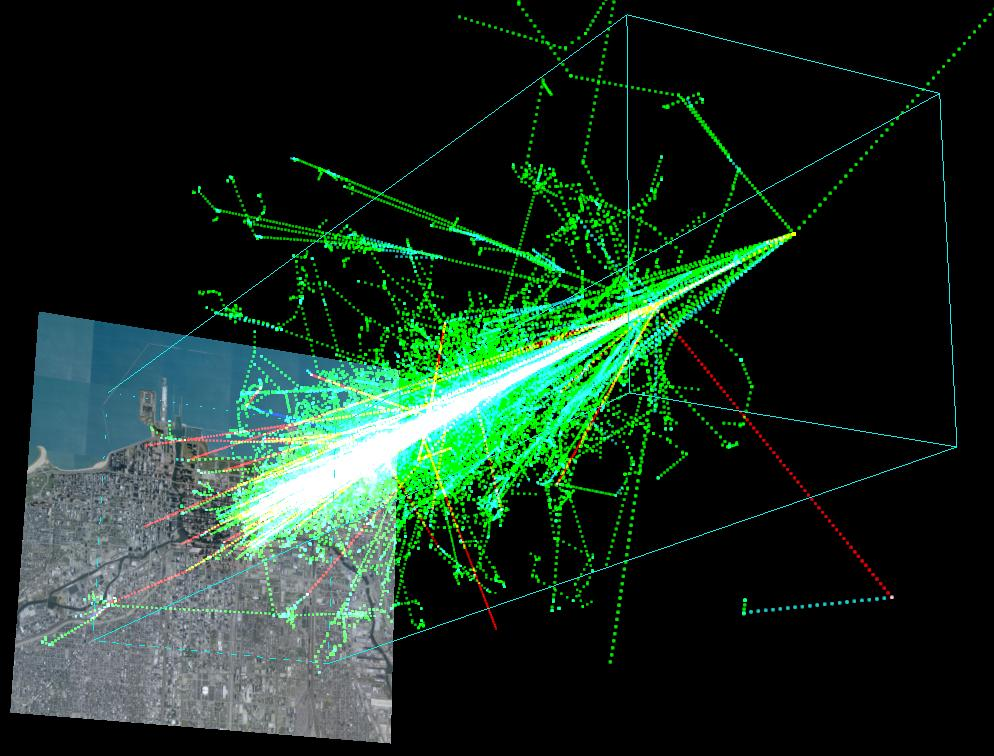
Атмосферна злива космічних променів, створений протоном 1 ТеВ, що вдарився в атмосферу на висоті 20 км над Землею. злива моделювався за допомогою пакету AIRES. Анімовані 3d моделі цього та інших зливив можна знайти на COSMUS.

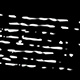
Атмосферна злива, виявлена в камері Вільсона.

Атмосферні зливи — це великі каскади субатомних частинок та іонізованих ядер, що утворюються в атмосфері, коли в атмосферу потрапляє первинне космічне випромінювання. Коли частинка космічного випромінювання, яка може бути протоном, ядром, електроном, фотоном, позитроном, взаємодіє з ядром молекули в атмосфері, вона утворює велику кількість вторинних частинок, з яких складається злива. У перших взаємодіях каскаду здебільшого утворюються адрони (переважно легкі мезони, такі як піони та каони), які швидко розпадаються в повітрі, створюючи інші частинки та електромагнітне випромінювання. Залежно від енергії космічного випромінювання, видимий розмір зливи може досягати кількох кілометрів у діаметрі.
Іонізуюче випромінювання від космічних променів, в основному, складається з мюонів, нейтронів і електронів, причому середня доза різна в різних частинах земної кулі і, в першу чергу, залежить від геомагнітного поля, висоти над рівнем моря та фази сонячного циклу. Екіпажі авіакомпаній отримують більшу дозу космічних променів, якщо вони регулярно виконують польоти поблизу Північного чи Південного полюсів на великій висоті, де екранування геомагнітним полем мінімальне.
Явище атмосферної зливи був несвідомо відкритий Бруно Россі в 1933 році під час лабораторного експерименту. У 1937 році П'єр Оже, не знаючи про результати Россі, виявив той самий феномен і дослідив його досить детально. Він дійшов висновку, що частинки космічного випромінювання мають надзвичайно високу енергію та взаємодіють з ядрами високо в атмосфері, ініціюючи каскад вторинних взаємодій, які створюють великі потоки субатомних частинок.

## Історія
У 1933 році, незабаром після відкриття космічного випромінювання Віктором Гессом, Бруно Россі провів експеримент в Інституті фізики у Флоренції, використовуючи екрановані лічильники Гейгера для підтвердження проникаючого характеру космічного випромінювання. Він використовував різні схеми лічильників Гейгера, включно з трьома лічильниками, де два були розміщені поруч один з одним, а третій був розміщений під ними з додатковим екрануванням. Виходячи з одночасних виявлень частинок в лічильниках Гейгера, він припустив, що вторинні частинки утворюються космічними променями в першому екрануючому шарі, а також на даху лабораторії. Він також зазначив, що відсоток збігів значно падав для космічних променів, які виявлялися під зенітним кутом нижче {\displaystyle 60^{\circ }}. Подібний експеримент був проведений в 1936 році Гільгертом і Боте в Гайдельберзі.
У публікації 1939 року П'єр Оже разом із трьома колегами припустив, що вторинні частинки створюються космічними променями в атмосфері, і провів експерименти з використанням екранованих сцинтиляторів і камер Вільсона на Юнгфрауйоху на висоті 3500 м над рівнем моря, на Пік-дю-Міді на висоті 2900 м над рівнем моря і на рівні моря. Вони виявили, що швидкість збігів зменшується зі збільшенням відстані до детекторів, але не зникає навіть на великих висотах. Таким чином вони підтвердили, що космічні промені створюють атмосферні зливи вторинних частинок. Вони підрахували, що первинні частинки цього явища повинні мати енергію до 1015 еВ = 1 ПеВ.
Між 1935 і 1940 роками теоретичні дослідження атмосферних зливив проводилися багатьма відомими фізиками того часу, включаючи Бхабху, Оппенгеймера, Ландау, Россі та інших. Вони базувались на ідеях квантової теорії і припускали, що в ядерних полях гамма-промені високих енергій здатні утворювати електрон-позитронні пари, а електрони й позитрони, в свою чергу, випромінюють нові гамма-промені. На час Другої світової війни роботи над атмосферними зливами сповільнились, оскільки багато ключових фігур були залучені до Мангеттенського проєкту. У 1950-х роках горизонтальний розподіл частинок в атмосферних зливах розрахували японські вчені Коічі Камата та Джун Нісімура.
У 1955 році на станції Агассіз в Массачусетському технологічному інституті була побудована перша поверхнева детекторна система для виявлення атмосферних злив з достатньою точністю для виявлення напрямку прибуття первинних космічних променів. Масив Агассіз складався з 16 пластикових сцинтиляторів, розташованих у круглому масиві діаметром 460 м. Однак результати експерименту щодо напрямків прибуття космічних променів виявилися непереконливими.
Експеримент Волкано Ранч, заснований 1959 року під керівництвом Джона Лінслі, був першим масивом поверхневих детекторів достатнього розміру для виявлення космічних променів надвисокої енергії. У 1962 році було повідомлено про перший космічний промінь з енергією 1020 еВ. Розмір зливи становив кілька кілометрів і покривав вдвічі більшу площу, ніж будь-яка раніше зареєстрована подія, а кількість частинок у зливі оцінювалась в {\displaystyle 5\times 10^{10}}. Горизонтальний розподіл частинок, виявлених на землі, збігався з наближенням Кеннета Грейзена для структурних функцій, отриманих Каматою та Нісімурою.
У 1965 році Грейзен висунув ідею нового методу виявлення великих атмосферних злив. Він запропонував безпосередньо спостерігати черенковське випромінювання частинок зливи та флуоресцентне світло, створене збудженими молекулами атмосферного азоту. Таким чином можна було б виміряти поздовжній розвиток зливи в атмосфері. Цей метод був вперше успішно застосований і зареєстрований у 1977 році на Волкано Ранч з використанням 67 оптичних модулів.
У наступні десятиліття було проведено багато експериментів з реєстрації атмосферних злив, зокрема KASCADE, AGASA та HiRes. У 1994 році останній повідомив про виявлення космічних променів надвисокої енергії, енергія яких перевищувала теоретично очікуваний максимум. 1991 року системою флуоресцентних детекторів HiRes була зареєстрована атмосферна злива, викликана частинкою з енергією {\displaystyle 3.2\times 10^{20}{\text{eV}}}. Станом на 2023 рік, досі не зареєстровано жодної частинки з більшою енергією, і тому її публічно називають частинкою Oh-My-God (англ. «О-Мій-Боже»).

## Утворення атмосферної зливи

Утворення атмосферної зливи. Перший протон стикається з частинкою в повітрі, створюючи піони, протони та нейтрони.

Незабаром після входу в атмосферу первинна частинка космічних променів (вважатимемо надалі, що це протон або ядро) взаємодіє з атомним ядром одного з атмосферних газів та створює ядро зливи — область високоенергетичних адронів, яка розвивається вздовж розширеної траєкторії первинної частинки, доки воно повністю не поглинеться або атмосферою, або землею. Взаємодія та розпад частинок у ядрі зливи живить основні компоненти зливи, зокрема адрони та мюони. Адронна частина потоку складається здебільшого з піонів і деяких більш важких мезонів, таких як каони та ро-мезони.
Нейтральні піони, {\displaystyle \pi ^{0}}, розпадаються через електромагнітну взаємодію на пари фотонів, які підживлюють електромагнітну складову зливи. Заряджені піони, {\displaystyle \pi ^{\pm }}, переважно розпадаються на мюони та (анти) нейтрино через слабку взаємодію. Те ж саме справедливо для заряджених і нейтральних каонів. Крім того, каони також утворюють піони. Нейтрино від розпаду піонів і каонів зазвичай не вважаються частинами зливи через їх дуже низький поперечний переріз взаємодії з детекторами і вважаються частиною «невидимої енергії» зливи.
Якісно вміст частинок у зливі можна описати спрощеною моделлю, в якій усі частинки, що беруть участь у будь-якій взаємодії зливи, однаково розподілятимуть доступну енергію. Можна припустити, що в кожній адронній взаємодії утворюються {\displaystyle 2N_{\text{ch}}} заряджені піони і {\displaystyle N_{\text{ch}}} нейтральних піонів. Нейтральні піони розпадуться на фотони, які живлять електромагнітну частину зливи. А заряджені піони продовжують взаємодіяти з ядрами атмосферних атомів. Після {\displaystyle n} взаємодій, частка первинної енергії {\displaystyle E_{0}}, що припадає на адронний компонент, становить
{\displaystyle E_{\pi }=\left({\frac {2}{3}}\right)^{n}E_{0}},
а електромагнітна частина при цьому становить приблизно
{\displaystyle E_{\gamma }=\left(1-\left({\frac {2}{3}}\right)^{n}\right)E_{0}}.
Піон в поколінні {\displaystyle n} несе енергію {\displaystyle E_{0}/(3N_{\text{ch}}/2)^{n}}. Реакція триває, поки піони не досягнуть критичної енергії {\displaystyle \epsilon _{\text{c}}^{\pi }\simeq 20\,{\text{GeV}}}, при якій вони розпадаються на мюони. Таким чином, загалом очікується наступна кількість поколінь:
{\displaystyle n_{\text{c}}=\left\lceil {\frac {\ln \left(E_{0}/\epsilon _{\text{c}}^{\pi }\right)}{\ln \left({\tfrac {3}{2}}\,N_{\text{ch}}\right)}}\right\rceil }
При цьому буде утворено{\displaystyle (N_{\text{ch}})^{n_{\text{c}}}=(E_{0}/\epsilon _{\text{c}}^{\pi })^{\beta }} мюонів, з {\displaystyle \beta =\ln N_{\text{ch}}/\ln(3N_{\text{ch}}/2)\simeq 0.95}. Електромагнітна частина каскаду евольціонує завдяки гальмівному випромінюванню та народженню пар. Для простоти фотони, електрони та позитрони часто розглядаються як еквівалентні частинки в зливі. Електромагнітний каскад продовжується, поки частинки не досягнуть критичної енергії {\displaystyle \epsilon _{\text{c}}^{\gamma }\simeq 87\,{\text{MeV}}}, від чого вони починають втрачати більшу частину своєї енергії через розсіювання молекулами в атмосфері. Хорошим наближенням для кількості електромагнітних частинок, що утворюються в зливі, є {\displaystyle N_{\gamma }\simeq E_{0}/{\text{GeV}}}. Припускаючи, що кожна електромагнітна взаємодія відбувається після середньої довжини випромінювання {\displaystyle X_{0}\simeq 37\,{\text{g}}/{\text{cm}}^{2}}, злива досягає максимуму на глибині приблизно
{\displaystyle X_{\text{max}}\simeq X_{1}+X_{0}\ln \left({\frac {E_{0}}{\text{GeV}}}\right)},
де {\displaystyle X_{1}} приймається за глибину першої взаємодії космічного променя в атмосфері. Це наближення, однак, не є точним для всіх типів первинних частинок.

## Виявлення
Первинна частинка прибуває з високою енергією і, отже, зі швидкістю, близькою до швидкості світла, тому продукти зіткнень також мають тенденцію рухатися загалом у тому ж напрямку, що й первинна частинка, і лише в меншій мірі поширюються вбоки. Крім того, вторинні частинки створюють широкий спалах світла в прямому напрямку завдяки ефекту Черенкова, а також флуоресцентне світло, яке ізотропно випромінюється від збудження молекул азоту. Каскад частинок і світло, що виробляється в атмосфері, можна виявити за допомогою масивів поверхневих детекторів і оптичних телескопів. Поверхневі детектори зазвичай використовують Черенковські детектори або сцинтиляційні лічильники для виявлення заряджених вторинних частинок на рівні землі. Телескопи, які використовуються для вимірювання флуоресценції та черенковського випромінювання, використовують великі дзеркала для фокусування світла на кластерах фотопомножувачів. Нарешті, Атмосферні зливи випромінюють радіохвилі внаслідок відхилення електронів і позитронів геомагнітним полем. Як перевага перед оптичними методами, виявлення радіоастрономічними методами можливе цілодобово, а не тільки в темну і ясну ніч. Таким чином, деякі сучасні експерименти, наприклад, TAIGA, LOFAR або обсерваторія П'єра Оже використовують радіоантени на додаток до детекторів частинок і оптичних методів.
Поздовжній профіль кількості заряджених частинок можна параметризувати функцією Гайсера–Гіласа.